# الفساد في إيطاليا
يشكل الفساد في إيطاليا مشكلة كبيرة. في المسوحات السنوية التي تجريها منظمة الشفافية الدولية، وجد أن إيطاليا واحدة من أكثر الدول فسادًا في منطقة اليورو. مؤشر مدركات الفساد لعام 2017 الصادر عن منظمة الشفافية الدولية، يضع إيطاليا في المرتبة 54 من أصل 180 دولة. يكلف الفساد إيطاليا 60 مليار يورو سنويًا، أي ما يعادل 4% من الناتج القومي الإجمالي. في مؤشر مدركات الفساد عام 2016، احتلت إيطاليا المركز61 من أصل 174 بلدًا، على قدم المساواة مع السنغال والجبل الأسود وجنوب أفريقيا. يظل الفساد السياسي مشكلة كبيرة خاصة في لومباردي وكامبانيا وصقلية حيث تسجل مدركات الفساد مستوى عال. الأحزاب السياسية هي المؤسسات الأكثر فسادًا في إيطاليا، يليها على الفور المسؤولون الحكوميون والبرلمان، وفقًا لمقياس الفساد العالمي لعام 2013 الصادر عن منظمة الشفافية الدولية.
بالنسبة إلى الأعمال التجارية والفساد، فإن الجريمة المنظمة والفساد يعوقان الاستثمار الأجنبي والنمو الاقتصادي. يعتبر المسؤولون التنفيذيون في تقرير التنافسية العالمية للمنتدى الاقتصادي العالمي 2013-2014 أن الفساد يمثل إحدى المشاكل التي تواجه ممارسة الأعمال التجارية في إيطاليا. تتأثر عملية الشراء، وخاصة في مشاريع المياه والطرق والسكك الحديدية في إيطاليا بالفساد.
وفقًا لمقياس الفساد العالمي لعام 2013 الصادر عن منظمة الشفافية الدولية، فإن 89% من الأسر التي شملها الاستطلاع ترى أن الأحزاب السياسية فاسدة أو فاسدة جدًا، ما يجعلها أكثر المؤسسات فسادًا في إيطاليا. ويعتقد 64% من الأسر التي شملها الاستطلاع أن مستوى الفساد قد ارتفع وتجد 61% من الأسر الجهود الحكومية في مكافحة الفساد غير فعالة.
وصفت الثقافة الإيطالية بتميزها «بموقف غامض من الكسب غير المشروع». أشار تقرير صادر عن الجزيرة في عام 2015 إلى أن المحسوبية والكسب غير المشروع حجر الزاوية في المؤسسة السياسية في البلاد منذ فترة طويلة، وكتب مساهم في فوربس عام 2016 حول «الطبيعة العميقة للعناصر غير المقبولة في القطاعين العام والخاص» في إيطاليا. «الكثير من الإيطاليين»، حسب تقرير عام 2010، قبلوا الفساد وسوء الإدارة جزءًا من حياتهم. ومع ذلك، طعن تقرير عام 2015 في هذه النظرة بالقبول عمومًا، مجادلًا أن «الفساد في إيطاليا لا يبدو مسألة ثقافية» وأن الإيطاليين يرون دائمًا أن الممارسات الفاسدة أقل قبولًا مقارنةً بالدول الأوروبية الأخرى.
تلعب المافيا دورًا رئيسيًا في الفساد العام والخاص. إذ نشأت «من الصفقات التجارية»، على حد تعبير فوربس، وعملت تاريخيًا «كضامن للعقود، عندما كان ينظر إلى القضاء على أنه ضعيف. حتى التاريخ الحديث نسبيًا، نُفذت كل صفقة تقريبًا في البلاد على يد رجل شرف».
وصف أحد المصادر شبكة الفساد التي تشمل السياسة والأعمال والمافيا بأنها «المثلث غير المقدس»، مضيفًا أنه يمكن النظر إليها على أنها مستطيل، مع الكنيسة الكاثوليكية الرومانية المشاركة بشكل رئيسي كطرف رابع في شبكة الفساد، نتيجة لوجود الروابط بين المافيا وبنك الفاتيكان و«أنظمة غسيل الأموال المعقدة» التي تنطوي على البنوك التي تدير أموال الكنيسة.

## التاريخ الحديث

### زلزال لاكويلا
بعد زلزال عام 1968 في صقلية، ذهبت معظم الأموال المخصصة لتأمين الإسكان البديل إلى «مشاريع البناء غير الضرورية»، وهي حقيقة أكدت حجم الفساد الإيطالي وتأثير المافيا. وبشكل مماثل، وُصف زلزال لاكويلا لعام 2009، الذي توفي فيه أكثر من 300 شخص، بأنه «تذكير صارخ للإيطاليين بالمخاطر التي يتعرضون لها حين يتحملون نظامًا سياسيًا فاسدًا». فرانكو باربيري، رئيس لجنة إيطالية لتقييم خطر الزلازل، زعم أنه في أي مكان في العالم لم تقوض فيه تدابير السلامة على يد الفساد، لم يكن لزلزال مشابه أن يسفر عن أي وفيات.

### تانجينتوبولي
تانجينتوبولي (مدينة الرشوة) هي فضيحة فساد وقعت في 1992-1994، واكتشفت من خلال التحقيق في فضيحة ماني بوليتي (الأيدي النظيفة)، «هزت إيطاليا حتى القلب» وأسقطت الجمهورية الأولى. ولكن المحققين اختفوا وتواصلت الرشاوى بشكل أسوأ.
يظل التأثير السياسي لماني بوليتي بأنها أسوأ فضيحة في إيطاليا الحديثة. أدى الغضب الشعبي بشأن الفساد إلى «الانقراض المفاجئ» لخمسة فصائل سياسية مختلفة كانت تسيطر على الحكومة الإيطالية منذ عام 1946. تولت مؤسسة سياسية جديدة مكانها، لكن الفساد تواصل.
من أهداف التحقيقات في الفساد بين 1992 و1994 جيانستيفانو فريجيريو، وكان نائبًا من الحزب الديمقراطي المسيحي. خلال 1992-1994، ادُعي عليه في أربع قضايا، سقطت واحدة منها بسبب التقادم، لكنه أُدين في القضايا الثلاث المتبقية. وتمكن من تخفيف عقوبة السجن لمدة ست سنوات، ثم حولت العقوبة إلى خدمة مجتمعية، وقبلت خدمته العامة في البرلمان على أنها خدمة مجتمعية. بعد ذلك، أعيد انتخابه في البرلمان في عام 2001، واعتقل مرة أخرى في عام 2014 لمشاركته في مخطط فساد كبير في محيط معرض في ميلان.
يُعتقد بشكل واسع في إيطاليا أن قاضيين هما باولو بورسيلينو وجيوفاني فالكون، قُتلا في عام 1992 بسبب جهودهما لإدانة العلاقات الفاسدة بين المافيا والسياسيين.

## التصورات
في عام 2012، أبلغ 65% من الإيطاليين منظمة الشفافية الدولية أنهم يعتقدون أن الفساد ازداد في السنوات الثلاث السابقة. في أبريل 2016، أعرب قاضي المحكمة العليا الإيطالية بيركاميلو دافيجو، الذي حكم في قضايا الفساد السياسي على نطاق واسع في التسعينيات، أيضًا عن وجهة نظر مفادها أن الفساد ازداد سوءًا منذ ذلك الحين. وقال «لم يتوقف السياسيون عن السرقة، إنما توقفوا عن الشعور بالخجل، الآن يطالبون بشكل سافر بالحق في فعل ما كانوا يفعلونه سرًا».
شارك نيكولا غراتيري، وهو مدعٍ مناهض للمافيا، وجهة نظر دافيجو بأن مستوى الفساد السياسي قد ارتفع. أشار غراتيري إلى أنه قبل عشرين عامًا، كان من الشائع أن يطلب زعماء العصابات الخدمات من السياسيين، ولكن في السنوات الأخيرة، بات السياسيون يسعون إلى طلب مساعدة زعماء العصابات مقابل العقود العامة.
حدد تقرير صدر عام 2013 في صحيفة ذا غارديان «الجريمة المنظمة والفساد» بوصفها واحدة من ست مشاكل تواجهها إيطاليا حاليًا. المافيا، التي كانت محصورة إلى حد كبير في الجنوب، تعمل الآن على الصعيد الوطني، وتوسعت أعمالها بالإضافة إلى تهريب المخدرات والدعارة إلى النقل والصحة العامة، وغيرها من الصناعات.
منذ عام 2000، شهدت إيطاليا مستويات فساد تماثل الدول التي كانت تمر بمرحلة انتقالية بعد انهيار الاتحاد السوفيتي في أوروبا الشرقية.

## الحكومة
يرتبط المسؤولون الحكوميون الإيطاليون بشكل روتيني بروابط مع الجريمة المنظمة والأعمال. يعتبر المواطنون الإيطاليون أن الأحزاب السياسية والبرلمان أكثر المؤسسات فسادًا في الدولة.
يشيع الفساد في قطاع الخدمات العامة في إيطاليا. تتسم ممارسة الأعمال التجارية في إيطاليا بالتعقيد بسبب عدم كفاءة البيروقراطيات الحكومية والقواعد المرهقة، ويعتقد نحو نصف الإيطاليين أن إصدار تصاريح العمل يتطلب رشاوى وإساءة استخدام للسلطة. بسبب الفساد، يستغرق إكمال مشروع كبير في الأشغال العامة في إيطاليا نحو ست سنوات، وتكلف مثل هذه المشاريع أربعة أضعاف تكلفتها في أي مكان آخر في أوروبا.
في عام 2002، ألغت حكومة برلسكوني افتراضيًا جريمة الحسابات الزائفة، وهي خطوة تسببت في نمو الفساد وجرائم المافيا.
اعتبارًا من عام 2012، بدأ تحقيق مع فيليبو بيناتي، وهو سياسي من الحزب الديمقراطي، بتهمة الفساد وتحديدًا تلقي الرشوة. وحصل الأمر ذاته مع عضو الحزب الديمقراطي الليبرالي ماركو ميلانيسي، الذي تمكن زملاؤه أعضاء الحزب في البرلمان من منع اعتقاله.
استقالت وزيرة الصناعة فيديريكا غويدي في مارس 2016 عندما ظهرت أدلة على أنها سعت إلى مساعدة أعمال صديقها عبر العمل على تمرير تعديل في الميزانية. واجه صديقها، جيانلوكا جيميلي تهمًا بالفساد واستغلال النفوذ فيما يسمى قضية باسيليكاتا.